# Liste des préfets de la Sarthe
La liste des préfets de la Sarthe commence avec la création de la fonction en 1800. Le siège de la préfecture est au Mans.

## Consulat et Premier Empire
| Période   | Période    | Identité                                 | Fonction précédente                           | Observation                                 |
| --------- | ---------- | ---------------------------------------- | --------------------------------------------- | ------------------------------------------- |
| mars 1800 | mars 1813  | Louis-Marie Auvray                       | Colonel du 40e régiment d'infanterie de ligne | Maréchal de camp (première Restauration)    |
| mars 1813 | avril 1814 | Claude-Joseph-Parfait Derville-Maléchard | Préfet du Simplon (1811-1813)                 | Passe à la préfecture du Doubs (Cent-Jours) |

## IreRestauration
| Période    | Période   | Identité                   | Fonction précédente | Observation                                       |
| ---------- | --------- | -------------------------- | ------------------- | ------------------------------------------------- |
| avril 1814 | mars 1815 | Adrien Paul-Jules Pasquier |                     | Participe à la chouannerie pendant les Cent-Jours |

## Cent-Jours
| Période    | Période      | Identité                               | Fonction précédente            | Observation                                                                                                   |
| ---------- | ------------ | -------------------------------------- | ------------------------------ | --- |
| mars 1815  | mars 1815    | Louis Bouvier-Dumolart                 | préfet de Tarn-et-Garonne      | Non acceptant. Passe à la préfecture de Tarn-et-Garonne (Cent-Jours) Représentant à la Chambre des Cent-Jours |
| avril 1815 | juillet 1815 | Pierre François Marie Denis de Lagarde | Directeur général de la police | Conseiller d'État                                                                                             |

## Seconde Restauration
| Période      | Période      | Identité                                 | Fonction précédente      | Observation                            |
| ------------ | ------------ | ---------------------------------------- | ------------------------ | -------------------------------------- |
| juillet 1815 | juillet 1818 | Adrien Jules-Paul Pasquier               |                          | Seconde nomination. Exilé à Magdebourg |
| juillet 1818 | janvier 1819 | Joseph d’Estourmel                       | préfet de l'Aveyron      | nommé préfet d'Eure-et-Loir            |
| janvier 1819 | août 1820    | Louis Pepin de Belisle                   |                          |                                        |
| août 1820    | janvier 1822 | Achille Le Tonnelier de Breteuil         | préfet d'Eure-et-Loir    | nommé préfet de la Gironde             |
| janvier 1822 | janvier 1823 | François Nugent                          |                          |                                        |
| janvier 1823 | octobre 1825 | Claude François André d'Arbelles         | préfet de la Mayenne     | Mort en fonction                       |
| octobre 1825 | août 1830    | Saturnin-François-Alexandre de Bourblanc | préfet de Saône-et-Loire |                                        |

## Monarchie de Juillet
| Période        | Période        | Identité                                | Fonction précédente       | Observation              |
| -------------- | -------------- | --------------------------------------- | ------------------------- | ------------------------ |
| août 1830      | (sans suite)   | Alexandre Feutrier                      |                           | nommé préfet de l'Oise   |
| août 1830      | juillet 1833   | Victor Tourangin                        |                           | nommé préfet du Doubs    |
| juillet 1833   | octobre 1836   | Gabriel Edmond Rousseau de Saint-Aignan |                           |                          |
| octobre 1836   | octobre 1838   | André Faye                              |                           | nommé préfet de la Loire |
| octobre 1838   | août 1839      | Napoléon Thomas                         | préfet de la Corrèze      | nommé préfet du Jura     |
| août 1839      | septembre 1839 | Prudent Bruley                          | préfet de Tarn-et-Garonne |                          |
| septembre 1839 | janvier 1847   | Eugène Mancel                           | préfet de la Vienne       | nommé préfet de l'Oise   |
| janvier 1847   | février 1848   | Auguste Ménard                          | préfet de Tarn-et-Garonne |                          |

## IIeRépublique
| Période       | Période       | Identité                      | Fonction précédente          | Observation                       |
| ------------- | ------------- | ----------------------------- | ---------------------------- | --------------------------------- |
| février 1848  | mai 1848      | Ariste Jacques Trouvé-Chauvel | Maire-adjoint du Mans        | Commissaire du gouvernement       |
| février 1848  | mai 1848      | François Sevin                |                              | Commissaire provisoire            |
| mai 1848      | juillet 1848  | Arsène Peauger                |                              | nommé préfet des Bouches-du-Rhône |
| juillet 1848  | novembre 1849 | François-Benjamin Pance       | préfet de la Haute-Marne     |                                   |
| novembre 1849 | juillet 1852  | Stanislas Migneret            | Sous-préfet de Saint-Quentin | préfet de la Haute-Vienne         |

## Second Empire
| Période       | Période        | Identité                                      | Fonction précédente | Observation                      |
| ------------- | -------------- | --------------------------------------------- | ------------------- | -------------------------------- |
| juillet 1852  | juillet 1857   | Auguste Pron                                  |                     | nommé préfet des Basses-Pyrénées |
| juillet 1857  | janvier 1860   | Théophile-Léon Chevreau                       | préfet de l'Ardèche | nommé préfet de l'Oise           |
| janvier 1860  | avril 1861     | Félix Alexis Mantois                          | préfet de Corse     | nommé préfet du Lot              |
| avril 1861    | décembre 1866  | Charles d'Andigné                             | préfet du Lot       |                                  |
| décembre 1866 | janvier 1870   | Camille Malher                                |                     | préfet de la Manche              |
| janvier 1870  | septembre 1870 | Charles Joachim Gustave Blanquart de Bailleul |                     |                                  |

## Troisième République
| Période        | Période        | Identité                       | Fonction précédente        | Observation                                                                         |
| -------------- | -------------- | ------------------------------ | -------------------------- | ----------------------------------------------------------------------------------- |
| septembre 1870 | mars 1871      | Georges Le Chevalier           |                            | avocat                                                                              |
| mars 1871      | avril 1876     | Charles Victor Tassin          |                            | nommé préfet de l'Eure                                                              |
| avril 1876     | mai 1877       | Gustave Servois                | préfet de l'Aube           | nommé préfet de l'Isère                                                             |
| mai 1877       | décembre 1877  | André Jean Laurens de Waru     |                            |                                                                                     |
| décembre 1877  | novembre 1880  | Léon-Paul Lagrange de Langre   | Préfet de l'Orne           | Nommé préfet du Finistère                                                           |
| novembre 1880  | janvier 1882   | Jean Isaac Chapron             | préfet de la Nièvre        |                                                                                     |
| janvier 1882   | avril 1883     | Alphonse Dumonteil             |                            | nommé préfet de la Creuse                                                           |
| avril 1883     | novembre 1885  | René-Alfred Allain-Targé       | préfet de la Haute-Loire   | nommé préfet de l'Aisne                                                             |
| novembre 1885  | février 1887   | Paul Jules Reibell             |                            |                                                                                     |
| février 1887   | novembre 1888  | Émile Marie Paitel             | préfet des Landes          | nommé préfet de l'Indre                                                             |
| décembre 1888  | mai 1889       | Gabriel Alapetite              | préfet de l'Indre          | nommé préfet du Puy-de-Dôme                                                         |
| mai 1889       | octobre 1893   | Charles Étienne Lutaud         |                            |                                                                                     |
| octobre 1893   | janvier 1896   | Christian Auguste Nano         | préfet de la Creuse        | nommé préfet de l'Aude                                                              |
| janvier 1896   | septembre 1897 | Achille Tournier               |                            | nommé préfet de l'Isère                                                             |
| octobre 1897   | mai 1902       | Abel Desmarthes                |                            |                                                                                     |
| mai 1902       | septembre 1904 | Marcel-François Delanney       | préfet de l'Ariège         | nommé préfet de Corse                                                               |
| septembre 1904 | septembre 1907 | Pierre Landrodie               |                            |                                                                                     |
| septembre 1907 | juillet 1909   | Jules d'Auriac                 |                            |                                                                                     |
| juillet 1909   | mars 1914      | Maurice de Montigny            |                            |                                                                                     |
| mars 1914      | juin 1917      | Pierre Bordes                  |                            | nommé préfet de Constantine                                                         |
| juin 1917      | octobre 1920   | Camille Blet                   |                            | nommé préfet de la Manche                                                           |
| octobre 1920   | août 1924      | Alfred Steck                   | préfet des Hautes-Pyrénées |                                                                                     |
| août 1924      | février 1929   | Marcel Bernard                 | préfet de Loir-et-Cher     |                                                                                     |
| février 1929   | février 1929   | Pierre Honoré Bodereau         |                            | Détaché, maintenu dans les fonctions de directeur de cabinet du préfet de la Sarthe |
| février 1929   | mars 1938      | Auguste-Georges Martin         | préfet de Loir-et-Cher     |                                                                                     |
| mars 1938      | mars 1938      | Maurice Sabatier               |                            |                                                                                     |
| mars 1938      | septembre 1940 | Marie Alexandre Maurice George | Préfet de l'Indre          | Préfet du Finistère                                                                 |

## État français
| Période        | Période       | Identité                     | Fonction précédente | Observation |
| -------------- | ------------- | ---------------------------- | ------------------- | ----------- |
| septembre 1940 | novembre 1941 | Jean Baptiste Victor Dissard | préfet de Corse     |             |
| novembre 1941  | février 1943  | Marcel Picot                 |                     |             |
| février 1943   | août 1944     | Lucien Porte                 |                     |             |
| août 1944      | décembre 1945 | Jean-Louis Costa             |                     |             |

## Quatrième République
| Période       | Période       | Identité           | Fonction précédente         | Observation              |
| ------------- | ------------- | ------------------ | --------------------------- | ------------------------ |
| février 1946  | janvier 1948  | Georges Briand     |                             |                          |
| janvier 1948  | février 1949  | Roger Ricard       |                             | nommé préfet de l'Isère  |
| février 1949  | novembre 1950 | Richard Pouzet     |                             |                          |
| novembre 1950 | décembre 1956 | Pierre Trouillé    |                             |                          |
| décembre 1956 | décembre 1959 | François Collaveri | préfet des Bouches-du-Rhône | nommé préfet de la Loire |

## Cinquième République
| Période          | Période         | Identité               | Fonction précédente                                                                                    | Observation                                                                                |
| ---------------- | --------------- | ---------------------- | --- | ------------------------------------------------------------------------------------------ |
| 11 décembre 1959 | juillet 1967    | Pierre-Marcel Wiltzer  | préfet du Jura                                                                                         | nommé préfet de l'Aube                                                                     |
| août 1967        | janvier 1970    | Tony Roche             | Directeur de la Surveillance du Territoire                                                             | nommé préfet de la Marne                                                                   |
| février 1970     | mai 1974        | Jean Brenas            | | nommé préfet des Yvelines                                                                  |
| juin 1974        | avril 1975      | Jacques Gandouin       | préfet de la Nièvre                                                                                    | Suspendu                                                                                   |
| avril 1975       | mai 1977        | Claudius Brosse        | préfet de la Drôme                                                                                     | préfet d'Auvergne                                                                          |
| mai 1977         | octobre 1978    | Henry-Jean Manière     | |                                                                                            |
| octobre 1978     | mai 1981        | Philippe Sauzay        | Chef de cabinet du Président de la République                                                          | directeur de cabinet de Valéry Giscard d'Estaing                                           |
| juin 1981        | juin 1983       | Paul Bernard           | | nommé préfet de Corse                                                                      |
| juin 1983        | août 1985       | Bernard Mailfait       | Sous-préfet de Boulogne-Billancourt                                                                    | nommé préfet du Morbihan                                                                   |
| août 1985        | février 1989    | Jean-Gil Marzin        | préfet de l'Ardèche                                                                                    |                                                                                            |
| février 1989     | août 1991       | Hélène Blanc           | préfet de l'Orne                                                                                       | préfet du Haut-Rhin                                                                        |
| 19 juillet 1991  | janvier 1994    | Daniel Constantin      | préfet de La Réunion                                                                                   |                                                                                            |
| 31 décembre 1993 | juillet 1996    | Gilles Bouilhaguet (d) | Préfet délégué du Nord                                                                                 | préfet des Pyrénées-Atlantiques                                                            |
| 23 mai 1996      | novembre 1997   | Daniel Cadoux (d)      | préfet d'Indre-et-Loire                                                                                | nommé préfet du Pas-de-Calais                                                              |
| 29 octobre 1997  | juin 1999       | Jean-Michel Bérard (d) | |                                                                                            |
| 6 mai 1999       | juillet 2003    | Élisabeth Allaire      | préfet de la Haute-Marne                                                                               | nommé préfet du Morbihan                                                                   |
| 10 juillet 2003  | mars 2006       | Stéphane Bouillon      | préfet de l'Aube                                                                                       | nommé préfet de la Loire                                                                   |
| 9 mars 2006      | octobre 2008    | Michel Camux (d)       | préfet de l'Orne                                                                                       | nommé préfet du Val-de-Marne                                                               |
| 30 octobre 2008  | janvier 2011    | Emmanuel Berthier (d)  | préfet de Guadeloupe                                                                                   | nommé délégué interministériel à l'aménagement du territoire et à l'attractivité régionale |
| 23 décembre 2010 | juillet 2014    | Pascal Lelarge         | préfet de l'Yonne                                                                                      | nommé préfet du Haut-Rhin                                                                  |
| 24 juillet 2014  | 3 mars 2017     | Corinne Orzechowski    | Préfète de la Mayenne                                                                                  | Nommé préfète d'Indre-et-Loire                                                             |
| 3 mars 2017      | 23 février 2020 | Nicolas Quillet        | Préfet d'Eure-et-Loir                                                                                  | Nommé membre du Conseil supérieur de l'appui territorial et de l'évaluation                |
| 24 février 2020  |                 | Patrick Dallennes (d)  | Préfet délégué pour la défense et la sécurité auprès de la préfète d'Ille-et-Vilaine, région Bretagne. |                                                                                            |
| 15 février 2022  |                 | Emmanuel Aubry (d)     | Préfet des Deux-Sèvres                                                                                 |                                                                                            |